# 미셸 파이퍼의 작품 목록
다음은 미국의 배우 미셸 파이퍼의 작품 목록이다.
미셸 파이퍼는 《위험한 관계》(1988)로 1989년 제61회 아카데미상 여우조연상 후보, 《사랑의 행로》(1989)로 1990년 제62회 아카데미상 여우주연상 후보, 《러브 필드》(1992)로 1993년 제65회 아카데미상 여우주연상 후보에 오르며 2023년 현재까지 총 세 번의 아카데미상 후보 지명을 받았다. 또한 골든 글로브상에 여덟 차례, 미국 배우 조합상에 두 차례, 프라임타임 에미상에 한 차례 후보로 올랐다.

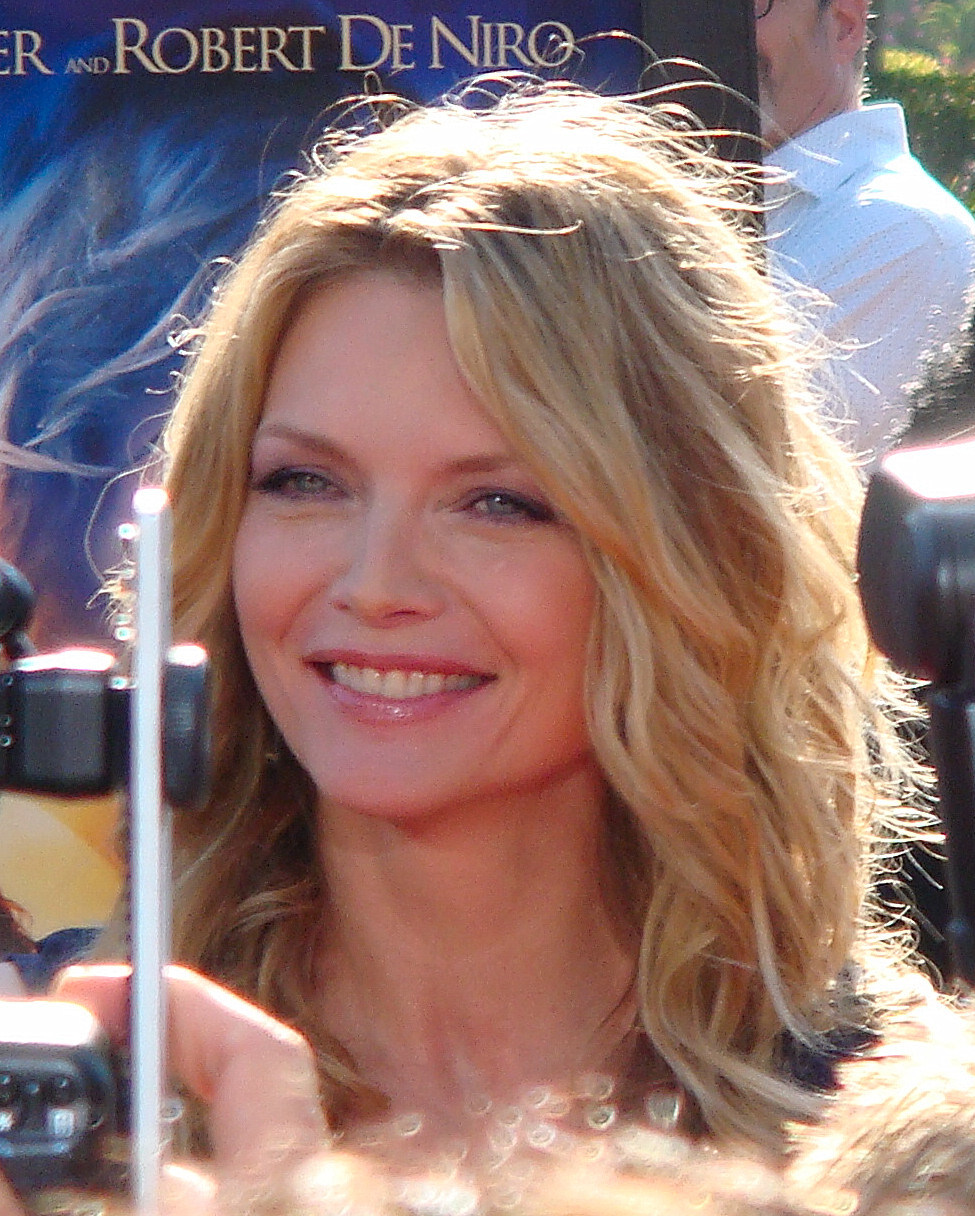

## 영화
| 연도 | 제목                                   | 원제                                           | 배역                       | 비고 |
| ---- | -------------------------------------- | ---------------------------------------------- | -------------------------- | --- |
| 1979 |                                        | The Solitary Man                               | 트리샤                     | 텔레비전 영화 |
| 1980 | 헐리우드의 기사들                      | The Hollywood Knights                          | 수지 큐                    | |
| 1980 | 폴링 인 러브 어게인                    | Falling in Love Again                          | 수 웰링턴                  | |
| 1981 | 찰리 챈 앤드 더 커스 오브 더 드래곤 퀸 | Charlie Chan and the Curse of the Dragon Queen | 코딜리아 패러닝턴          | |
| 1981 |                                        | The Children Nobody Wanted                     | 제니퍼 윌리엄스            | 텔레비전 영화 |
| 1981 | 칼리의 아들                            | Callie & Son                                   | 수 린 보도                 | 텔레비전 영화 ‘Michele Pfeiffer’로 표기됨 |
| 1981 | 초원의 빛                              | Splendor in the Grass                          | 지니 스탬퍼                | 텔레비전 영화 |
| 1982 | 그리스 2                               | Grease 2                                       | 스테퍼니 지논              | 후보: 젊은 예술가상 - 젊은 여자배우상 |
| 1983 | 스카 페이스                            | Scarface                                       | 엘바이라 행콕              | |
| 1985 | 밤의 미녀                              | Into the Night                                 | 다이애나                   | |
| 1985 | 레이디호크                             | Ladyhawke                                      | 이자보 당주                | 후보: 새턴상 - 여우주연상 |
| 1986 | 달콤한 자유                            | Sweet Liberty                                  | 페이스 힐리                | |
| 1987 | 이스트윅의 마녀들                      | The Witches of Eastwick                        | 수키 리지몬트              | |
| 1987 | 달 위의 아마존 여인                    | Amazon Women on the Moon                       | 브렌다 랜더스              | |
| 1988 | 마피아의 아내                          | Married to the Mob                             | 앤절라 더마코              | 후보: 골든 글로브상 - 뮤지컬·코미디 영화 부문 여우주연상 |
| 1988 | 불타는 태양                            | Tequila Sunrise                                | 조 앤 발레너리             | |
| 1988 | 위험한 관계                            | Dangerous Liaisons                             | 마담 마리 드 투르벨        | 영국 아카데미상 - 여우조연상 수상 후보: 아카데미상 - 여우조연상 후보: 시카고 영화 비평가 협회상 - 여우조연상 후보: 전미 비평가 협회상 - 여우조연상 |
| 1989 | 사랑의 행로                            | The Fabulous Baker Boys                        | 수지 다이아몬드            | 골든 글로브상- 극영화 부문 여우주연상 수상 시카고 영화 비평가 협회상 - 여우주연상 수상 로스앤젤레스 영화 비평가 협회상 - 여우주연상 수상 전미 비평가 위원회상 - 여우주연상 수상 전미 비평가 협회상 - 여우주연상 수상 뉴욕 영화 비평가 협회상 - 여우주연상 수상 후보: 아카데미상 - 여우주연상 후보: 영국 아카데미상 - 여우주연상 후보: 미국 코미디 상 - 가장 재미있는 여우주연상 |
| 1990 | 러시아 하우스                          | The Russia House                               | 카티아 올로바              | 후보: 골든 글로브상 - 극영화 부문 여우주연상 |
| 1991 | 프랭키와 쟈니                          | Frankie and Johnny                             | 프랭키                     | 후보: 골든 글로브상 - 뮤지컬·코미디 영화 부문 여우주연상 |
| 1992 | 배트맨 2                               | Batman Returns                                 | 셀리나 카일/캣우먼         | 후보: MTV 무비 어워드 - 가장 매력있는 여자상 후보: MTV 무비 어워드 - 베스트 키스상 (마이클 키턴과 같이 수상) |
| 1992 | 러브 필드                              | Love Field                                     | 루린 핼릿                  | 베를린 국제 영화제 여우 부문 은곰상 수상 후보: 아카데미상 - 여우주연상 후보: 골든 글로브상 - 극영화 부문 여우주연상 후보: 뉴욕 영화 비평가 협회상 - 여우주연상 |
| 1993 | 순수의 시대                            | The Age of Innocence                           | 엘런 올렌스카 백작부인     | 엘비라 노타리 상 수상 후보: 골든 글로브상 - 극영화 부문 여우주연상 후보: 댈러스·포트워스 영화 평론가 협회상 - 여우주연상 후보: 다비드 디 도나텔로상 - 외국여자배우상 |
| 1994 | 울프                                   | Wolf                                           | 로라 올던                  | 후보: 새턴상 - 여우주연상 |
| 1995 | 위험한 아이들                          | Dangerous Minds                                | 루앤 존슨                  | 블록버스터 엔터테인먼트 상 - 극영화 부문 인기 여자배우상 수상 후보: MTV 무비 어워드 - 연기상 후보: MTV 무비 어워드 - 가장 매력있는 여자상 |
| 1996 | 업 클로즈 앤 퍼스널                    | Up Close & Persona                             | 샐리 ‘탤리’ 애트워터       | |
| 1996 | 질리안의 37번째 생일에                 | To Gillian on Her 37th Birthday                | 질리언 루이스              | |
| 1996 | 어느 멋진 날                           | One Fine Day                                   | 멜러니 파커                | 블록버스터 엔터테인먼트 상 - 코미디·로맨스 영화 부문 인기 여자배우상 수상 후보: 키즈 초이스 어워드 - 인기 여자 영화배우 상 제작 책임자로 참여 |
| 1997 | 천 에이커                              | A Thousand Acres                               | 로즈 쿡 루이스             | 베로나 러브 스크린 영화제 - 여우주연상 수상 (제시카 랭, 제니퍼 제이슨 리와 공동) 제작자 (표기 안 됨) |
| 1998 | 이집트 왕자                            | The Prince of Egypt                            | 십보라                     | 목소리 출연 |
| 1999 | 사랑이 지나간 자리                     | The Deep End of the Ocean                      | 베스 캐퍼도라              | |
| 1999 | 한여름 밤의 꿈                         | A Midsummer Night's Dream                      | 티타니아                   | |
| 1999 | 스토리 오브 어스                       | The Story of Us                                | 케이티 조던                | |
| 2000 | 왓 라이즈 비니스                       | What Lies Beneath                              | 클레어 스펜서              | 블록버스터 엔터테인먼트 상 - 서스펜스 영화 부문 인기 여자배우상 수상 후보: 새턴상 - 여우주연상 |
| 2001 | 아이 엠 샘                             | I Am Sam                                       | 리타 해리슨 윌리엄스       | |
| 2002 | 화이트 올랜더                          | White Oleander                                 | 잉그리드 매그너슨          | 캔자스 영화 평론가 협회상 - 여우조연상 수상 샌디에이고 영화 비평가 협회상 - 여우조연상 수상 후보: 영화배우조합상 - 여우조연상 후보: 워싱턴 D.C. 영화 평론가 협회상 - 여우조연상 |
| 2003 | 신밧드: 7대양의 전설                   | Sinbad: Legend of the Seven Seas               | 에리스                     | 목소리 출연 |
| 2007 | 스타더스트                             | Stardust                                       | 라미아                     | 후보: 새턴상 - 여우조연상 |
| 2007 | 헤어스프레이                           | Hairspray                                      | 벨마 본터슬                | 방송 영화 비평가 협회상 - 베스트 캐스트 상 수상 할리우드 영화제 - 올해의 앙상블 상 수상 팜스프링스 국제 영화제 - 앙상블 캐스트 상 수상 후보: 영화배우조합상 - 연기상 |
| 2007 | 절대로 네 여자가 될 수 없을거야        | I Could Never Be Your Woman                    | 로지                       | |
| 2009 | 퍼스널 이펙츠                          | Personal Effects                               | 린다                       | |
| 2009 | 셰리                                   | Chéri                                          | 레아 드롱발                | |
| 2011 | 뉴욕의 연인들                          | New Year's Eve                                 | 잉그리드 위더스            | |
| 2012 | 다크 섀도우                            | Dark Shadows                                   | 엘리자베스 콜린스 스토더드 | |
| 2012 | 피플 라이크 어스                       | People Like Us                                 | 릴리언 하퍼                | |
| 2013 | 위험한 패밀리                          | The Family                                     | 매기 블레이크              | |
| 2017 | 마더!                                  | Mother!                                        | 여자                       | |
| 2017 | 오리엔트 특급 살인                     | Murder on the Orient Express                   | 캐럴라인 허버드 부인       | |
| 2017 | 더 위저드 오브 라이즈                  | The Wizard of Lies                             | 루스 메이도프              | 텔레비전 영화 |
| 2018 | 앤트맨과 와스프                        | Ant-Man and the Wasp                           | 재닛 밴다인 / 와스프       | |
| 2019 | 어벤져스: 엔드게임                     | Avengers: Endgame                              | 재닛 밴다인 / 와스프       | |
| 2019 | 말레피센트 2                           | Maleficent: Mistress of Evil                   | 잉그리스 여왕              | |
| 2021 | 프렌치 엑시트                          | French Exit                                    | 프랜시스 프라이스          | |
| 2023 | 앤트맨과 와스프: 퀀텀매니아            | Ant-Man and the Wasp: Quantumania              | 재닛 밴다인 / 와스프       | |

## 텔레비전
| 연도 | 제목                  |                          | 역할                 | 비고                                                          |
| ---- | --------------------- | ------------------------ | -------------------- | ------------------------------------------------------------- |
| 1978 | 꿈꾸는 낙원           | Fantasy Island           | 어시나               | “The Island of Lost Women/The Flight of Great Yellow Bird” 편 |
| 1979 | 델타 하우스           | Delta House              | 더 봄셸              | 12회분                                                        |
| 1979 | 기동순찰대            | CHiPs                    | 조비나               | “The Watch Commander” 편                                      |
| 1980 | 이노스                | Enos                     | 조이                 | 1회분                                                         |
| 1980 | 배드 캣츠             | B.A.D. Cats              | 서맨사 “선샤인” 젠슨 | 10회분                                                        |
| 1981 | 꿈꾸는 낙원           | Fantasy Island           | 데버라 데어          | “Elizabeth's Baby/The Artist and the Lady” 편                 |
| 1985 | ABC 애프터스쿨 스페셜 | ABC Afterschool Specials | 애니                 | "One Too Many" 편                                             |
| 1987 | 그레이트 퍼포먼스     | Great Performances       | 내티카 잭슨          | "Tales from the Hollywood Hills: Natica Jackson" 편           |
| 1993 | 심슨 가족             | The Simpsons             | 민디 시먼스          | “The Last Temptation of Homer” 편                             |
| 1995 | 피켓 펜스             | Picket Fences            | 고객                 | “Freezer Burn” 편                                             |
| 1996 | 머펫 투나잇           | Muppets Tonight          | 본인                 | "Michelle Pfeiffer" 편                                        |
| 2022 | 퍼스트 레이디         | The First Lady           | 베티 포드            | 주연                                                          |